# Сары-Булак (Багышский айылный аймак)
Сары-Булак (кирг. Сары-Булак) — село в Сузакском районе Джалал-Абадской области Кыргызстана. Входит в состав Багышского айылного аймака.

## География
Село расположено в юго-восточной части области, к востоку от реки Кёгарт, на расстоянии приблизительно 20 километров (по прямой) к северо-востоку от села Сузак, административного центра района. Абсолютная высота — 985 метров над уровнем моря.

## Население
Согласно оценочным данным Национального статистического комитета Кыргызской Республики, численность населения села на начало 2023 года составляла 1144 человека.
| год     | 2009 | 2014 | 2015 | 2020 | 2021 | 2023 |
| ------- | ---- | ---- | ---- | ---- | ---- | ---- |
| человек | 1398 | 1457 | 998  | 1099 | 1117 | 1144 |